# Воинское кладбище № 80 (Сенкова)
Воинское кладбище № 80 (пол. Cmentarz wojenny nr 80) — воинское кладбище, расположенное в селе Сенкова, Горлицкого повята Малопольского воеводства, Польша. Кладбище входит в группу Западногалицийских воинских захоронений времён Первой мировой войны. На кладбище похоронены военнослужащие австро-венгерской, германской и русской армий, погибшие в марте-мае 1915 года во время Первой мировой войны. Некрополь находится в восточной части села Сенкова.

## История
Кладбище было основано Департаментом воинских захоронений К. и К. военной комендатуры в Кракове в 1915 году. На кладбище в виде буквы «Т» площадью 2244 квадратных метра находится 85 братских и 23 индивидуальных могилы, в которых похоронены 1206 воинов, в том числе: 468 австрийских (в основном, тирольских стрелков), 378 немецких (в основном, из баварских полков) и 360 русских солдат. Автором некрополя был австрийский архитектор Ганс Майр.
Кладбище находится на крутых склонах из несколько террас. На краю второй террасы возвышается бетонный крест между двумя лестничными пролётами, ведущей к сильно заросшей вьющимися растениями перголы, которая является своего рода почётным местом. Могилы павших на поле битвы расположены на больших, травянистых полях и украшены чугунными крестами (авторства Ганса Майра), на которых на скрещенных мечах размещена дата 1915 год .
Кладбище на фоне темного, хвойного леса с 4-х сторон окружено каменным забором.

## Галерея

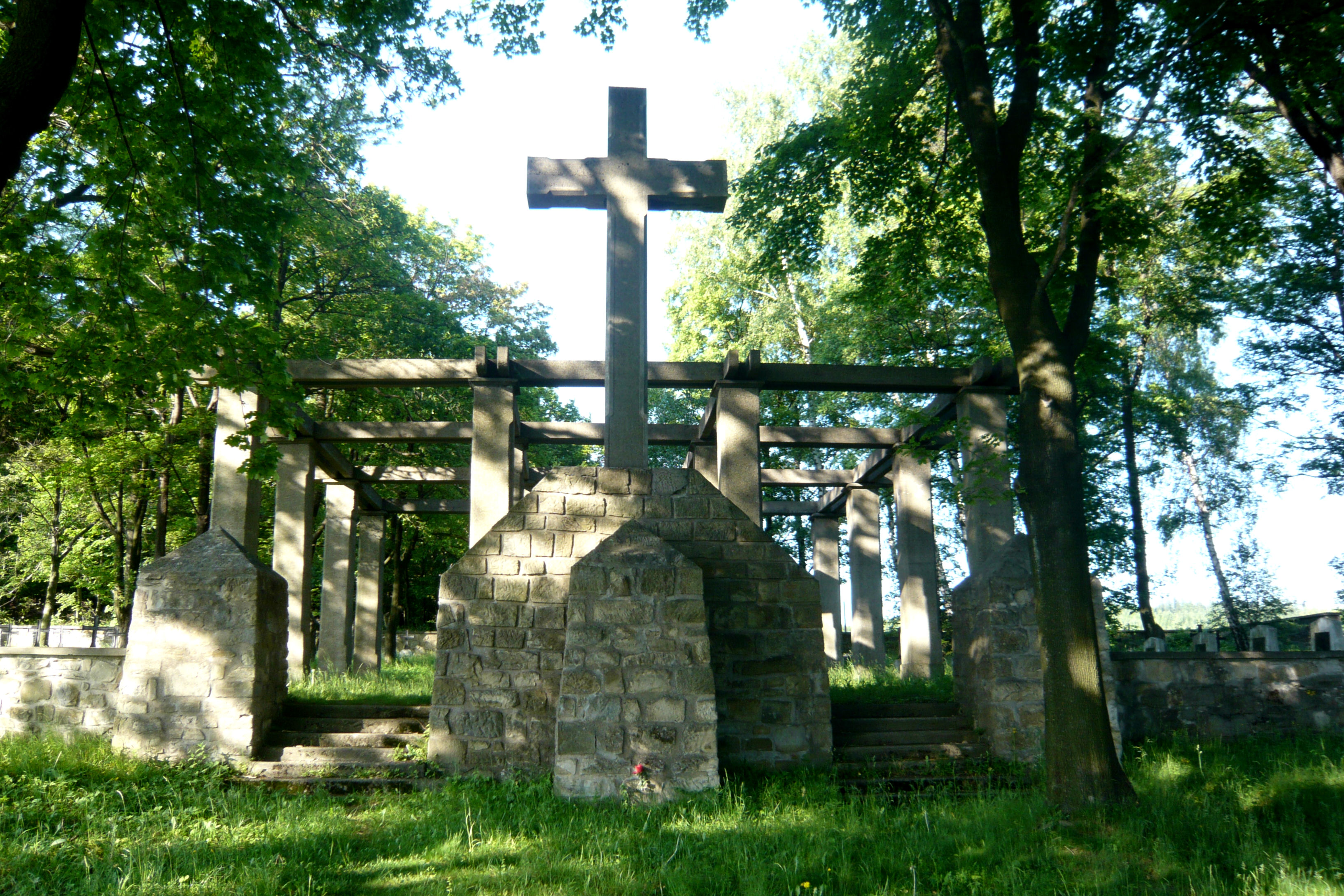
Центральный памятник
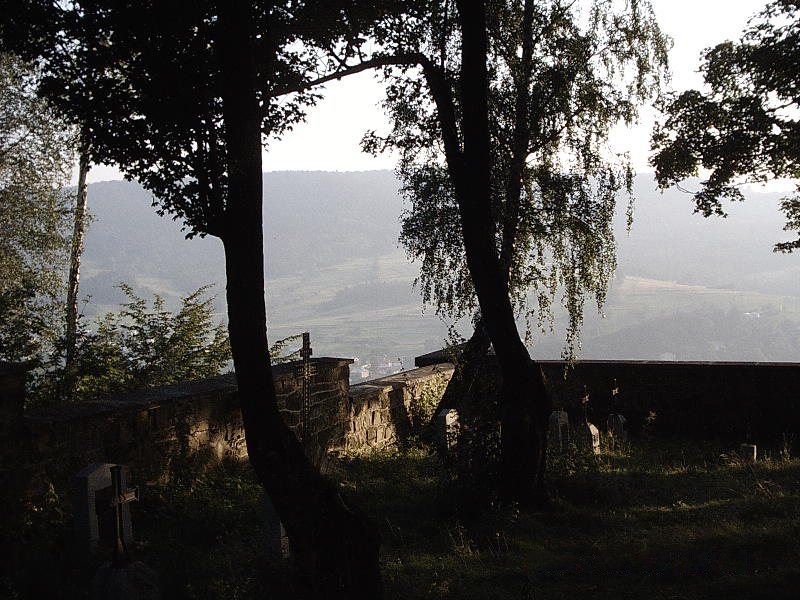
Вид с кладбища на горы
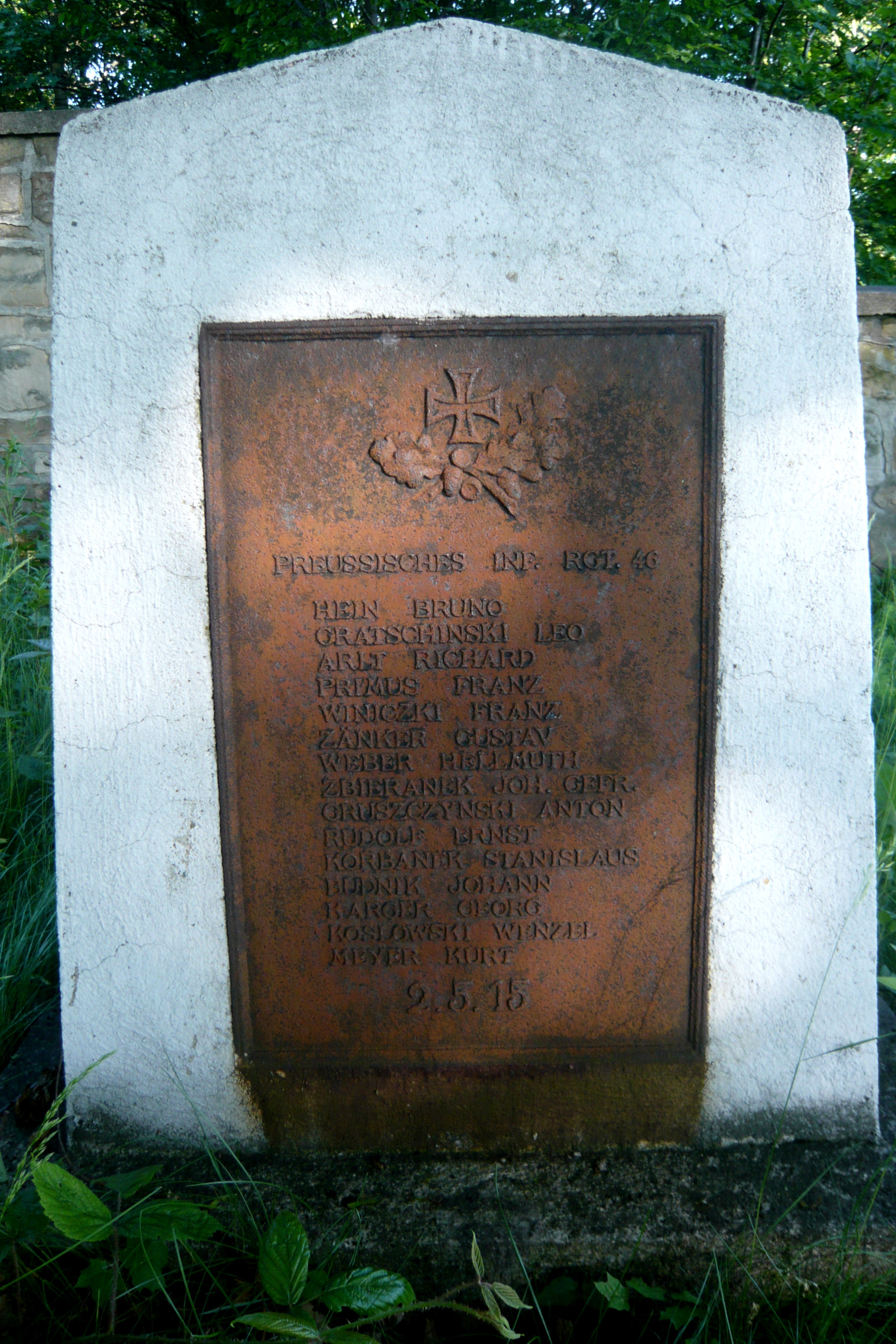
Могила немецких воинов
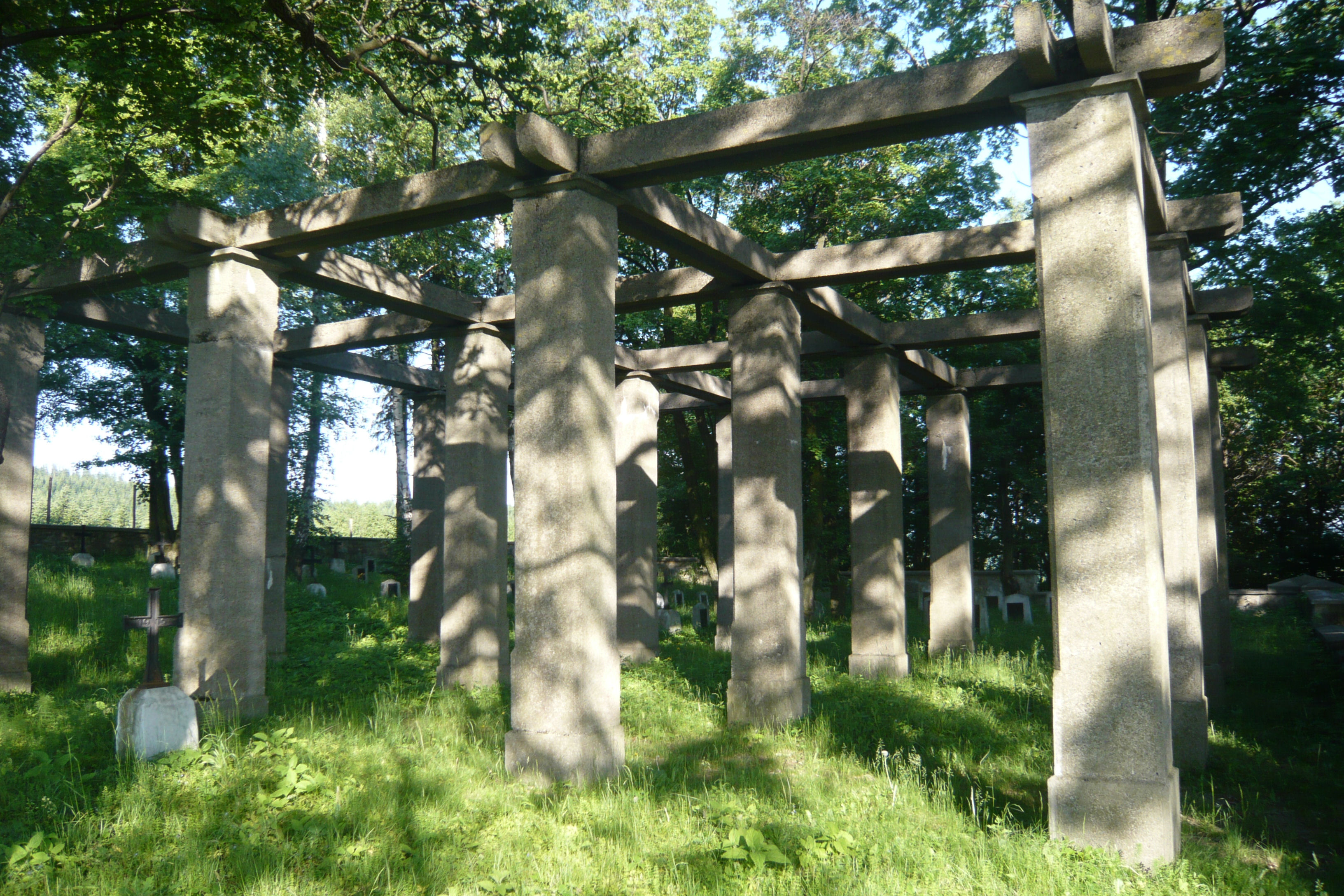
Вид  перголы
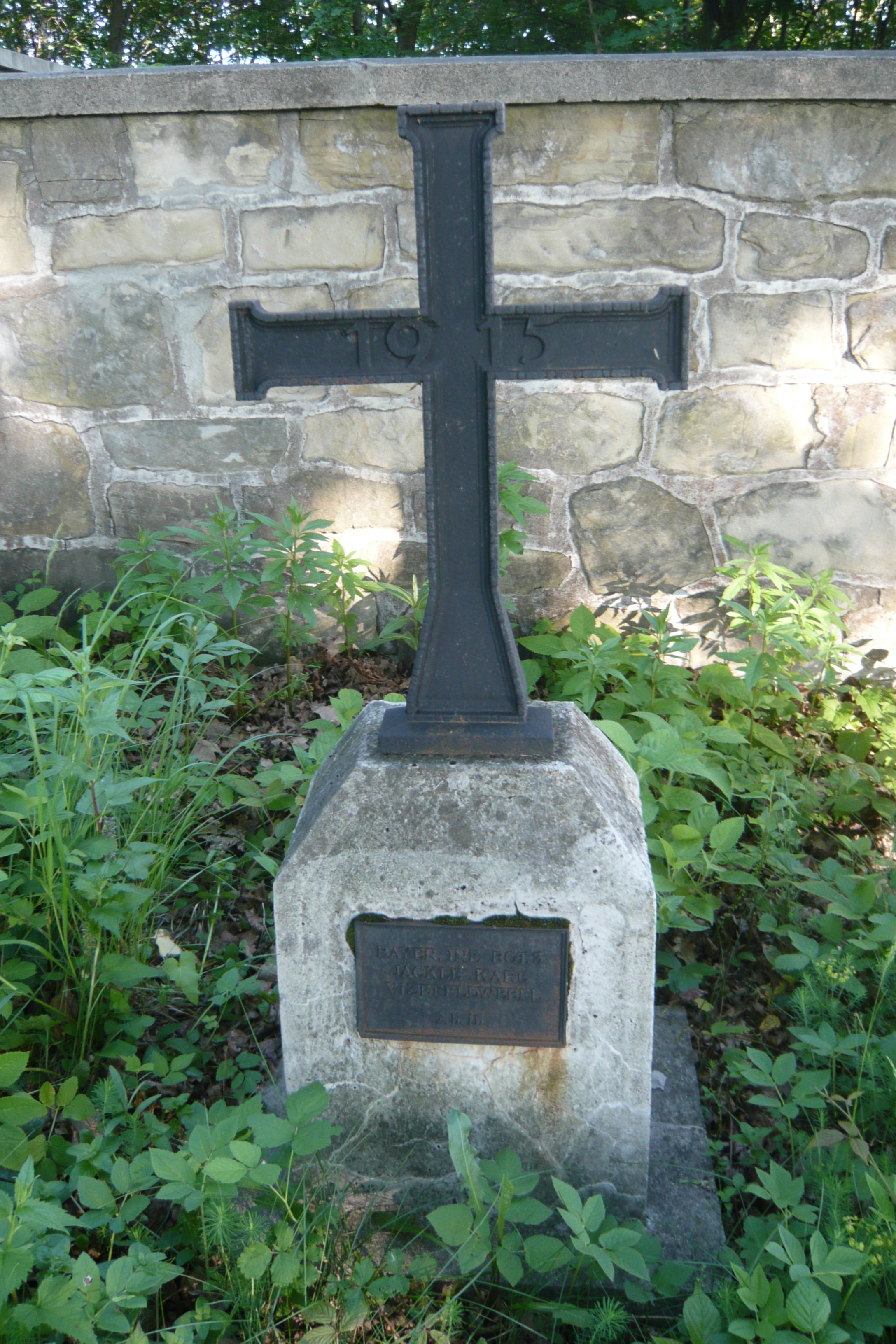
Малый немецкий могильный крест
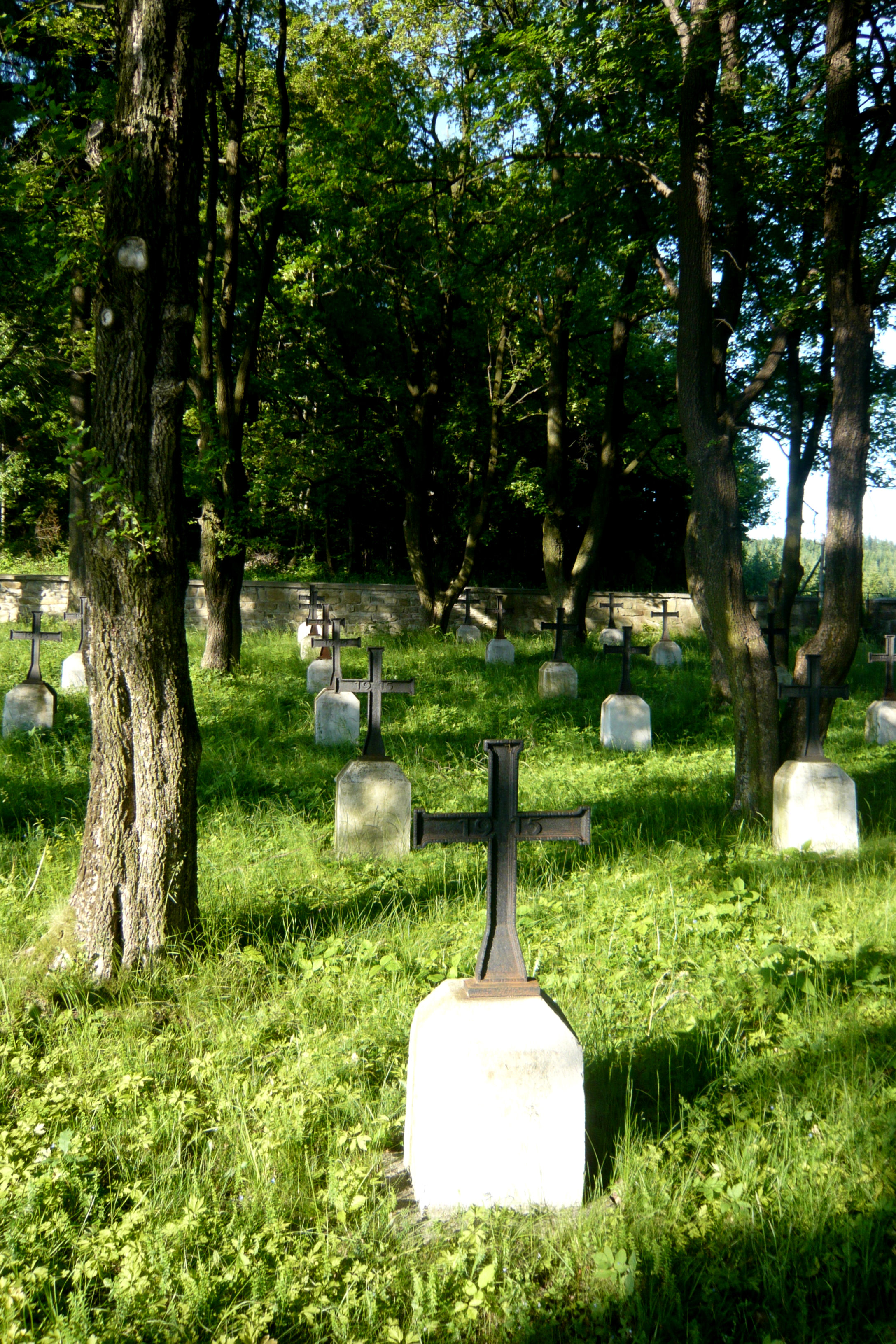
Общий вид кладбища